# Tatung Einstein
Tatung Einstein TC-01 — восьмиразрядный персональный компьютер, производившийся тайваньской компанией Tatung Company, разработанный и собиравшийся в Телфорде, Англия. Был выпущен в Англии летом 1984 года. 5000 произведённых компьютеров были экспортированы обратно в Тайбэй в том же году. Компьютер в основном предназначался для малого бизнеса.
В конце 1980-х годов компьютер использовался разработчиками ПО в Англии для разработки программ для других 8-разрядных компьютеров. В частности, компания Elite Systems использовала его для разработки игр для Sinclair ZX Spectrum.
Имея более высокую цену, чем у большинства конкурентов и не имея очевидного рынка сбыта, компьютер не получил коммерческого успеха. Выпущенная впоследствии усовершенствованная модель Tatung Einstein 256 также не была коммерчески успешной.
В настоящее время компьютер поддерживается многосистемным эмулятором MAME.

## Описание
Компьютер имел большой размер. В корпус опционально устанавливались один или два трёхдюймовых дисковода производства Hitachi, что отличало его от большинства домашних компьютеров того времени, использовавших в качестве устройства хранения данных бытовые магнитофоны.
В качестве элементной базы использовались три основных компонента компьютеров стандарта MSX (процессор, видеоконтроллер и генератор звука), но компьютер не был совместим с этим стандартом.
В отличие от большинства домашних компьютеров, имевших встроенный интерпретатор Бейсика, запускавшийся при включении, Einstein имел простой монитор-отладчик, называемый MOS (Machine Operating System). С его помощью можно было запускать нужное программное обеспечение с диска, включая CP/M-совместимую операционную систему Xtal DOS и интерпретатор Бейсика Xtal BASIC.

## Технические характеристики
- Процессор: Zilog Z80 на частоте 4 МГц
- ОЗУ: 64 КБ (44 КБ доступны пользователю)
- Видео-ОЗУ: 16 КБ
- ПЗУ: 8 КБ, расширяется до 32 КБ
- Видео: на основе видеоконтроллера TMS9918
  - Текстовый режим 40×24 символов (символы 6×8 пикселей), 224 определяемых пользователем символов
  - Графика 256×192, 16 цветов
  - 32 аппаратных спрайта (16x16 пикселей)
- Звук: на основе микросхемы AY-3-8910
  - Три канала тона или шума
  - Генератор шума
  - 7 октав, 16 уровней громкости
- Разъёмы:
  - RS-232
  - Centronics
  - Два разъёма джойстика
  - Системный разъём
  - Разъём для дисковода
- Внешняя память: один или два трёхдюймовых дисковода, объём дискеты 380 КБ
- Клавиатура: полноценная, раскладка QWERTY, 51 клавиша и 8 функциональных
- Питание: встроенный блок питания